# Burretiokentia hapala
Burretiokentia hapala es una especie de palmera originaria de Nueva Caledonia. 

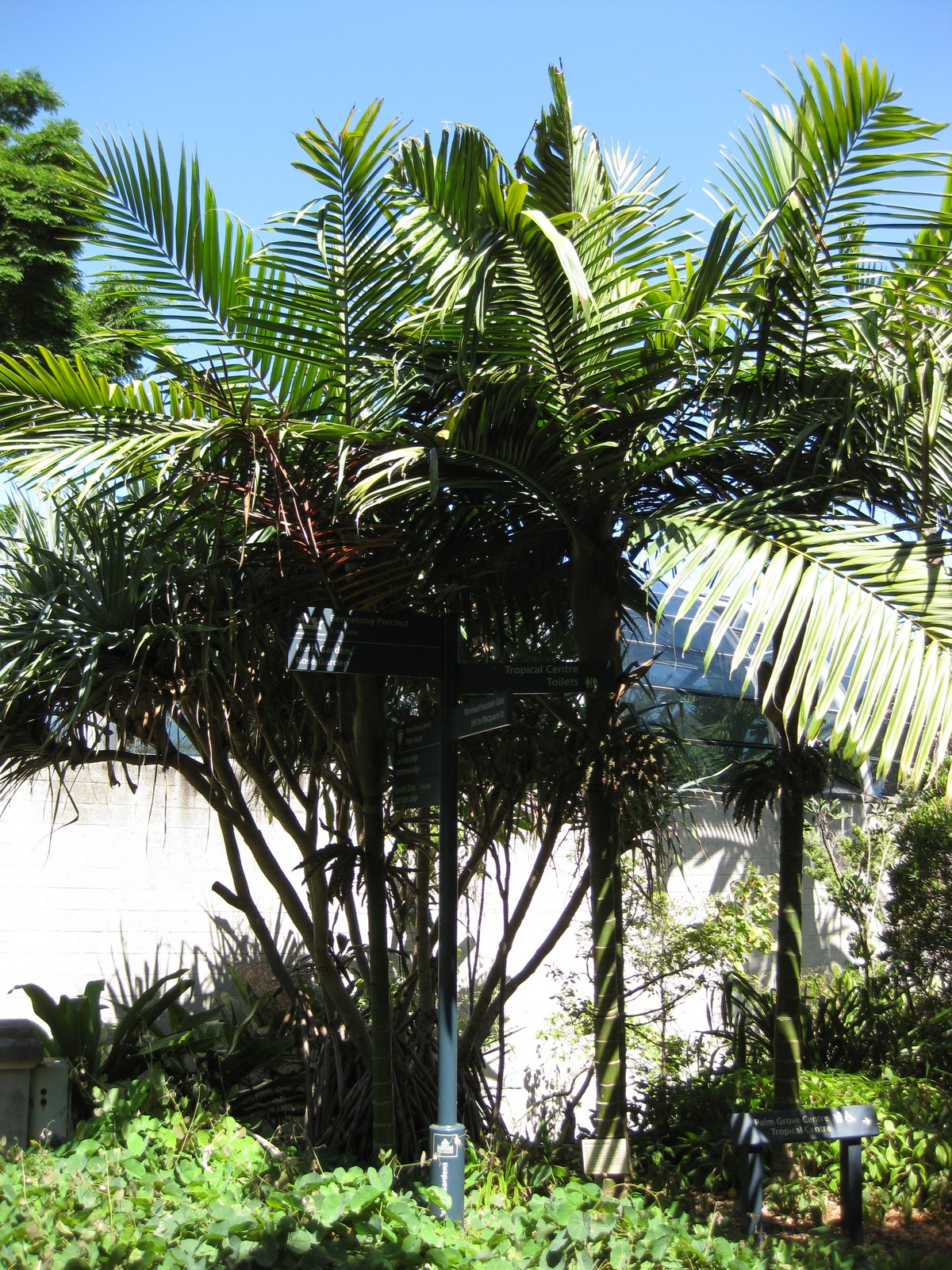
Vista de la planta

## Características
Es una palmera que alcanza un tamaño de 10 m alto, y 7,3 cm de diámetro, cerca de la base ampliada. Las hojas con vainas, de 1 m de largo, de color verde oliva; pecíolo muy corto, de 5 cm con mucho margen por encima de la vaina seca. Las inflorescencias entre las hojas, densamente tomentosas de color marrón pálido en todas partes excepto en la base, raquis de 13-16 cm largo. Frutas ovoides, de 16 mm de largo, 9 mm en diámetro.

## Taxonomía
Burretiokentia hapala fue descrita por  Harold Emery Moore y publicado en Principes 13: 67. 1969.
Etimología
Burretiokentia: nombre genérico que está dedicado a Max Burret, botánico alemán y al horticultor William Kent, curador del Jardín Botánico de Buitenzorg en Java.
hapala: epíteto